# Canton de Brassac-les-Mines
Ne pas confondre avec le canton de Brassac dans le Tarn.
Le canton de Brassac-les-Mines est une circonscription électorale française située dans le département du Puy-de-Dôme et la région Auvergne-Rhône-Alpes.

## Histoire
Le canton de Brassac-les-Mines est créé par décret du 21 février 2014 portant sur la délimitation des cantons. Il comprend un total de 59 communes qui, auparavant, constituaient (partiellement ou totalement) les cantons de Jumeaux, d'Ardes, de Saint-Germain-Lembron et de Sauxillanges.
À la suite de la création dans le Puy-de-Dôme, à partir de 2015, de plusieurs communes nouvelles, la liste des communes pour chaque canton est actualisée par un décret du 7 novembre 2019. Ce canton compte dès lors 57 communes.

## Représentants
| Période élective | Période élective | Mandat | Mandat | Identité        | Nuance | Nuance | Qualité |
| ---------------- | ---------------- | ------ | ------ | --------------- | ------ | ------ | --- |
| 2015             | 2021             | 2015   | 2021   | Nicole Esbelin  |        | PS     | Retraitée de l'Éducation nationale Adjointe au maire du Breuil-sur-Couze 12e vice-présidente chargée des collèges (patrimoine des collèges, fonctionnement des établissements, numérique éducatif et sectorisation)                                                    |
| 2015             | 2021             | 2015   | 2021   | Bernard Sauvade |        | MR     | Retraité de l'Éducation nationale Ancien conseiller général du canton de Sauxillanges (1998-2015) 9e vice-président chargé de l'environnement, de l'eau et de l'assainissement, des milieux naturels, de la prévention de la ressource en eau, du GIP Terana et Satese |
| 2021             | 2028             | 2021   |        | Fabien Besseyre |        | DVD    | Délégué médical Maire de Brassac-les-Mines (2020-) Vice-président de l’Agglo Pays d'Issoire Vice-président du Conseil départemental |
| 2021             | 2028             | 2021   |        | Pascale Brun    |        | DVD    | Psychologue de l’Éducation nationale Maire d'Augnat (2008-) |

### Résultats détaillés

#### Élections de mars 2015
À l'issue du 1er tour des élections départementales de 2015, deux binômes sont en ballottage : Nicole Esbelin et Bernard Sauvade (Union de la Gauche, 32,87 %) et Pascale Brun et Yves-Serge Croze (Union de la Droite, 28,28 %). Le taux de participation est de 52,14 % (9 546 votants sur 18 308 inscrits) contre 52,8 % au niveau départemental et 50,17 % au niveau national.
Au second tour, Nicole Esbelin et Bernard Sauvade (Union de la Gauche) sont élus avec 54,94 % des suffrages exprimés et un taux de participation de 51,50 % (4 690 voix pour 9 425 votants et 18 300 inscrits).
Bernard Sauvade est membre du MR (groupe socialiste, radical et républicain, majorité départementale).

#### Élections de juin 2021
Le premier tour des élections départementales de 2021 est marqué par un très faible taux de participation (33,26 % au niveau national). Dans le canton de Brassac-les-Mines, ce taux de participation est de 37,77 % (7 052 votants sur 18 670 inscrits) contre 36,11 % au niveau départemental. À l'issue de ce premier tour, deux binômes sont en ballottage : Fabien Besseyre et Pascale Brun (Union à droite, 38,12 %) et Marie-Laure Massardier et Georges Tinet (Union à gauche, 25,25 %).
Le second tour des élections est marqué une nouvelle fois par une abstention massive équivalente au premier tour. Les taux de participation sont de 34,36 % au niveau national, 37,4 % dans le département et 38,17 % dans le canton de Brassac-les-Mines. Fabien Besseyre et Pascale Brun (Union à droite) sont élus avec 57,24 % des suffrages exprimés (3 811 voix pour 7 130 votants et 18 680 inscrits),,.

## Composition
Le canton de Brassac-les-Mines comprenait cinquante-neuf communes entières à sa création.
À la suite de la création des communes nouvelles de Nonette-Orsonnette au 1er janvier 2016, par regroupement entre Nonette et Orsonnette, et du Vernet-Chaméane au 1er janvier 2019, par regroupement entre Chaméane et Vernet-la-Varenne, le canton comprend désormais cinquante-sept communes entières.
| Nom                                       | Code Insee | Intercommunalité        | Superficie (km2) | Population (dernière pop. légale) | Densité (hab./km2) | Modifier                                    |
| ----------------------------------------- | ---------- | ----------------------- | ---------------- | --------------------------------- | ------------------ | ------------------------------------------- |
| Brassac-les-Mines (bureau centralisateur) | 63050      | CA Agglo Pays d'Issoire | 7,20             | 3 380 (2022)                      | 469                | modifier les données · modifier les données |
| Antoingt                                  | 63005      | CA Agglo Pays d'Issoire | 7,83             | 416 (2022)                        | 53                 | modifier les données · modifier les données |
| Anzat-le-Luguet                           | 63006      | CA Agglo Pays d'Issoire | 66,56            | 174 (2022)                        | 2,6                | modifier les données · modifier les données |
| Apchat                                    | 63007      | CA Agglo Pays d'Issoire | 35,86            | 159 (2022)                        | 4,4                | modifier les données · modifier les données |
| Ardes                                     | 63009      | CA Agglo Pays d'Issoire | 16,59            | 599 (2022)                        | 36                 | modifier les données · modifier les données |
| Augnat                                    | 63017      | CA Agglo Pays d'Issoire | 9,54             | 196 (2022)                        | 21                 | modifier les données · modifier les données |
| Auzat-la-Combelle                         | 63022      | CA Agglo Pays d'Issoire | 12,74            | 1 953 (2022)                      | 153                | modifier les données · modifier les données |
| Bansat                                    | 63029      | CA Agglo Pays d'Issoire | 10,31            | 263 (2022)                        | 26                 | modifier les données · modifier les données |
| Beaulieu                                  | 63031      | CA Agglo Pays d'Issoire | 8,65             | 474 (2022)                        | 55                 | modifier les données · modifier les données |
| Bergonne                                  | 63036      | CA Agglo Pays d'Issoire | 5,75             | 316 (2022)                        | 55                 | modifier les données · modifier les données |
| Boudes                                    | 63046      | CA Agglo Pays d'Issoire | 7,92             | 262 (2022)                        | 33                 | modifier les données · modifier les données |
| Le Breuil-sur-Couze                       | 63052      | CA Agglo Pays d'Issoire | 5,94             | 1 030 (2022)                      | 173                | modifier les données · modifier les données |
| Chalus                                    | 63074      | CA Agglo Pays d'Issoire | 6,58             | 181 (2022)                        | 28                 | modifier les données · modifier les données |
| Champagnat-le-Jeune                       | 63079      | CA Agglo Pays d'Issoire | 9,39             | 149 (2022)                        | 16                 | modifier les données · modifier les données |
| La Chapelle-Marcousse                     | 63087      | CA Agglo Pays d'Issoire | 19,72            | 64 (2022)                         | 3,2                | modifier les données · modifier les données |
| La Chapelle-sur-Usson                     | 63088      | CA Agglo Pays d'Issoire | 6,78             | 86 (2022)                         | 13                 | modifier les données · modifier les données |
| Charbonnier-les-Mines                     | 63091      | CA Agglo Pays d'Issoire | 3,36             | 937 (2022)                        | 279                | modifier les données · modifier les données |
| Chassagne                                 | 63097      | CA Agglo Pays d'Issoire | 16,06            | 81 (2022)                         | 5,0                | modifier les données · modifier les données |
| Collanges                                 | 63114      | CA Agglo Pays d'Issoire | 4,45             | 156 (2022)                        | 35                 | modifier les données · modifier les données |
| Dauzat-sur-Vodable                        | 63134      | CA Agglo Pays d'Issoire | 14,99            | 67 (2022)                         | 4,5                | modifier les données · modifier les données |
| Égliseneuve-des-Liards                    | 63145      | CA Agglo Pays d'Issoire | 8,35             | 156 (2022)                        | 19                 | modifier les données · modifier les données |
| Esteil                                    | 63156      | CA Agglo Pays d'Issoire | 4,55             | 55 (2022)                         | 12                 | modifier les données · modifier les données |
| Gignat                                    | 63166      | CA Agglo Pays d'Issoire | 3,49             | 254 (2022)                        | 73                 | modifier les données · modifier les données |
| La Godivelle                              | 63169      | CC du Massif du Sancy   | 15,44            | 17 (2022)                         | 1,1                | modifier les données · modifier les données |
| Jumeaux                                   | 63182      | CA Agglo Pays d'Issoire | 7,13             | 563 (2022)                        | 79                 | modifier les données · modifier les données |
| Lamontgie                                 | 63185      | CA Agglo Pays d'Issoire | 7,09             | 646 (2022)                        | 91                 | modifier les données · modifier les données |
| Le Vernet-Chaméane                        | 63448      | CA Agglo Pays d'Issoire | 46,01            | 780 (2022)                        | 17                 | modifier les données · modifier les données |
| Madriat                                   | 63202      | CA Agglo Pays d'Issoire | 4,69             | 136 (2022)                        | 29                 | modifier les données · modifier les données |
| Mareugheol                                | 63209      | CA Agglo Pays d'Issoire | 7,54             | 226 (2022)                        | 30                 | modifier les données · modifier les données |
| Mazoires                                  | 63220      | CA Agglo Pays d'Issoire | 42,19            | 95 (2022)                         | 2,3                | modifier les données · modifier les données |
| Moriat                                    | 63242      | CA Agglo Pays d'Issoire | 10,81            | 388 (2022)                        | 36                 | modifier les données · modifier les données |
| Nonette-Orsonnette                        | 63255      | CA Agglo Pays d'Issoire | 10,65            | 618 (2022)                        | 58                 | modifier les données · modifier les données |
| Parentignat                               | 63270      | CA Agglo Pays d'Issoire | 3,71             | 481 (2022)                        | 130                | modifier les données · modifier les données |
| Peslières                                 | 63277      | CA Agglo Pays d'Issoire | 6,86             | 54 (2022)                         | 7,9                | modifier les données · modifier les données |
| Les Pradeaux                              | 63287      | CA Agglo Pays d'Issoire | 5,54             | 355 (2022)                        | 64                 | modifier les données · modifier les données |
| Rentières                                 | 63299      | CA Agglo Pays d'Issoire | 15,59            | 102 (2022)                        | 6,5                | modifier les données · modifier les données |
| Roche-Charles-la-Mayrand                  | 63303      | CA Agglo Pays d'Issoire | 16,22            | 40 (2022)                         | 2,5                | modifier les données · modifier les données |
| Saint-Alyre-ès-Montagne                   | 63313      | CA Agglo Pays d'Issoire | 41,07            | 101 (2022)                        | 2,5                | modifier les données · modifier les données |
| Saint-Étienne-sur-Usson                   | 63340      | CA Agglo Pays d'Issoire | 15,58            | 256 (2022)                        | 16                 | modifier les données · modifier les données |
| Saint-Genès-la-Tourette                   | 63348      | CA Agglo Pays d'Issoire | 18,49            | 189 (2022)                        | 10                 | modifier les données · modifier les données |
| Saint-Germain-Lembron                     | 63352      | CA Agglo Pays d'Issoire | 15,70            | 2 020 (2022)                      | 129                | modifier les données · modifier les données |
| Saint-Gervazy                             | 63356      | CA Agglo Pays d'Issoire | 14,23            | 338 (2022)                        | 24                 | modifier les données · modifier les données |
| Saint-Hérent                              | 63357      | CA Agglo Pays d'Issoire | 12,79            | 111 (2022)                        | 8,7                | modifier les données · modifier les données |
| Saint-Jean-en-Val                         | 63366      | CA Agglo Pays d'Issoire | 12,09            | 352 (2022)                        | 29                 | modifier les données · modifier les données |
| Saint-Jean-Saint-Gervais                  | 63367      | CA Agglo Pays d'Issoire | 14,39            | 127 (2022)                        | 8,8                | modifier les données · modifier les données |
| Saint-Martin-d'Ollières                   | 63376      | CA Agglo Pays d'Issoire | 14,47            | 146 (2022)                        | 10                 | modifier les données · modifier les données |
| Saint-Martin-des-Plains                   | 63375      | CA Agglo Pays d'Issoire | 3,87             | 178 (2022)                        | 46                 | modifier les données · modifier les données |
| Saint-Quentin-sur-Sauxillanges            | 63389      | CA Agglo Pays d'Issoire | 8,25             | 109 (2022)                        | 13                 | modifier les données · modifier les données |
| Saint-Rémy-de-Chargnat                    | 63392      | CA Agglo Pays d'Issoire | 6,21             | 628 (2022)                        | 101                | modifier les données · modifier les données |
| Sauxillanges                              | 63415      | CA Agglo Pays d'Issoire | 24,90            | 1 328 (2022)                      | 53                 | modifier les données · modifier les données |
| Sugères                                   | 63423      | CA Agglo Pays d'Issoire | 20,64            | 632 (2022)                        | 31                 | modifier les données · modifier les données |
| Ternant-les-Eaux                          | 63429      | CA Agglo Pays d'Issoire | 3,59             | 49 (2022)                         | 14                 | modifier les données · modifier les données |
| Usson                                     | 63439      | CA Agglo Pays d'Issoire | 5,43             | 297 (2022)                        | 55                 | modifier les données · modifier les données |
| Valz-sous-Châteauneuf                     | 63442      | CA Agglo Pays d'Issoire | 5,14             | 53 (2022)                         | 10                 | modifier les données · modifier les données |
| Varennes-sur-Usson                        | 63444      | CA Agglo Pays d'Issoire | 6,15             | 315 (2022)                        | 51                 | modifier les données · modifier les données |
| Vichel                                    | 63456      | CA Agglo Pays d'Issoire | 5,71             | 333 (2022)                        | 58                 | modifier les données · modifier les données |
| Villeneuve                                | 63458      | CA Agglo Pays d'Issoire | 4,23             | 139 (2022)                        | 33                 | modifier les données · modifier les données |
| Canton de Brassac-les-Mines               | 6306       |                         | 745,01           | 23 610 (2022)                     | 32                 | modifier les données                        |

## Démographie
En 2022, le canton comptait 23 610 habitants, en évolution de +1,27 % par rapport à 2016 (Puy-de-Dôme : +2,1 %, France hors Mayotte : +2,11 %).
| 2013   | 2018   | 2022   |
| ------ | ------ | ------ |
| 22 986 | 23 469 | 23 610 |